# Marc Mijlemans
Marc Mijlemans (Olen, 27 april 1958 – 27 januari 1987) was een Belgisch journalist en muziekrecensent die tijdens de jaren 80 werkte voor het weekblad Humo. Daarnaast schreef hij ook stukjes voor het radioprogramma 'De Tafel van Eén'.

## Biografie
Mijlemans studeerde Germaanse Talen aan de Katholieke Universiteit Leuven. Tijdens zijn studies werd hij onverwachts vader. In 1980 studeerde hij af aan deze universiteit. Zijn eindwerk had als titel "The morning after the party. A study of Scott Fitzgerald’s short-story volume. The diamond as big as the ritz".
Als journalist bij Humo maakte hij naam met zijn scherpe recensies van popalbums en televisieprogramma's. De rubriek "Mijl op Zeven" was een voorloper van de rubriek "Dwarskijker", die later door Rudy Vandendaele werd voortgezet. Een van de hoogtepunten in zijn werk was de recensie van de plaat "Born Sandy Devotional" van The Triffids. Mijlemans werd geboren in Olen, en maakte in zijn stukjes van "Mijl op Zeven" regelmatig verwijzingen naar dit dorp. Ook zijn vrouw Chris kwam zowel voor als na haar dood regelmatig aan bod onder de letter "C". Ze hadden uit hun huwelijk een dochter, Marijke.
Hij stierf op slechts 28-jarige leeftijd aan kanker, anderhalf jaar nadat zijn vrouw was overleden aan een hersenbloeding. Hij ligt begraven op het kerkhof van Olen. Niet lang na zijn dood stelde uitgeverij Kritak zijn beste televisie-kritieken samen in boekvorm, getiteld: Mijl op Zeven: Nagelaten Werk.
Hij was de broer van voormalig De Morgen-hoofdredacteur Peter Mijlemans.